# Ligamento artificial
Los ligamentos artificiales son dispositivos utilizados para sustituir ligamentos dañados. En la actualidad, el uso más común de los ligamentos artificiales es en la reconstrucción del ligamento cruzado anterior. Aunque el autotransplante sigue siendo el método más común de reconstrucción de ligamentos, se desarrollaron numerosos materiales y estructuras para optimizar el ligamento artificial desde su creación en la época de la Primera Guerra Mundial. Muchos ligamentos artificiales modernos están hechos de polímeros sintéticos, como el tereftalato de polietileno. Se han añadido diversos revestimientos para mejorar la biocompatibilidad de los polímeros sintéticos. Los primeros ligamentos artificiales desarrollados en la década de 1980 eran ineficaces debido al deterioro del material. En la actualidad, el ligamento artificial Ligament Advanced Reinforcement System (LARS) se ha utilizado ampliamente en aplicaciones clínicas. La ingeniería de tejidos es un área de investigación en auge que tiene como objetivo regenerar y restaurar la función de los ligamentos.

## Historia
La investigación sobre ligamentos artificiales comenzó en la época de la Primera Guerra Mundial. En el primer caso documentado de un ligamento artificial en 1914, el Dr. Corner utilizó un trozo de filamento de astilla como injerto sintético para reconstruir un ligamento cruzado anterior roto. ( LCA). En 1918 se utilizó un ligamento hecho de seda para sustituir un LCA.
A principios de la década de 1980, los avances tecnológicos en química y ciencia de los materiales promovieron el desarrollo de materiales médicamente adecuados. Los médicos utilizaron estos materiales sintéticos en aplicaciones clínicas. La Food and Drug Administration (FDA) aprobó un ligamento artificial de Gore-Tex para su uso en la reconstrucción del LCA en 1986.
El diseño de los ligamentos artificiales en la década de 1980 constaba de dos partes principales: un cable o cinta relativamente rígidos y cilindros de caucho de silicona en uno o ambos extremos. El cable o cinta solía estar hecho de polietileno, nailon o fibra de carbono. El cilindro de caucho de silicona variaba de tamaño para ajustarse a pacientes de diferentes tamaños. En teoría, la flexibilidad del caucho de silicona permitiría cierta deformación bajo cargas relativamente bajas, y el ligamento artificial se endurecería para mantener su forma bajo cargas mayores. En la práctica, este diseño nunca logró su objetivo de imitar la propiedad de un ligamento natural. El rendimiento mecánico de los ligamentos artificiales era inadecuado para su aplicación clínica generalizada. A largo plazo, se producían pérdidas de rendimiento, complicaciones y fallos.
El deterioro del material contribuyó a la ineficacia de los primeros ligamentos artificiales. Los problemas se producirían en los meses y años siguientes al tratamiento. J.E. Paulos indicó en un informe sobre el uso de Gore-Tex en la reconstrucción del ACL: "Los primeros resultados de la prótesis de Gore-Tex utilizada para la reconstrucción del ACL mostraron bajas tasas de fracaso. Lamentablemente, con un seguimiento prolongado, nuestra tasa de complicaciones sigue aumentando. Siguen produciéndose fallos mecánicos, derrames e infecciones". En aquel momento, los materiales utilizados en los ligamentos artificiales no podían mantener un rendimiento mecánico adecuado. Para muchos de estos materiales, su rendimiento mecánico disminuía a largo plazo.

## Diseño actual
El uso principal de los ligamentos artificiales modernos es en la reconstrucción del ligamento cruzado anterior. Muchos ligamentos artificiales tratan de imitar o superar el rendimiento del ACL nativo. El rendimiento mecánico de un ligamento artificial puede caracterizarse por la resistencia a la abrasión, resistencia a la fatiga por flexión y rotación, y prevenir el deslizamiento o la ruptura del injerto. La biocompatibilidad es importante para el rendimiento del ligamento artificial in vivo. La biocompatibilidad está relacionada con el crecimiento de nuevo tejido, la migración de fibroblastos, la osteointegración del hueso, la reducción de la inflamación, la prevención de la infiltración de tejido cicatricial y la mejora de la hidrofilia. Se ha demostrado que el crecimiento del tejido y la migración de los fibroblastos mejoran la resistencia mecánica del ligamento artificial, y la osteointegración con el hueso circundante puede reducir la probabilidad de que el injerto se deslice. Muchos ligamentos artificiales están diseñados para minimizar la inflamación y la infiltración de tejido cicatricial porque pueden dificultar la resistencia mecánica y pueden provocar la rotura del injerto. El diseño de los ligamentos artificiales se esfuerza por mejorar la hidrofilia porque la hidrofobicidad puede desencadenar la respuesta natural del huésped a los cuerpos extraños.
El ligamento de refuerzo avanzado (LARS) es un ligamento artificial líder en la cirugía de reparación del LCA. Están hechos de tereftalato de polietileno (PET). Constan de una parte intraósea y otra intraarticular. La sección intraósea está formada por fibras longitudinales delimitadas por una estructura transversal tejida. Esta estructura tejida puede ayudar a prevenir la deformación y la abrasión. La porción intraarticular está formada por fibras longitudinales pretensadas en un ángulo de 90 grados. Esta sección está diseñada para resistir la fatiga y promover el crecimiento del tejido. Los ligamentos de Leeds Keio consisten en una estructura de malla de poliéster. Busca imitar las propiedades mecánicas del LCA nativo. La naturaleza porosa del ligamento puede promover el crecimiento de tejido, lo que ha demostrado mejorar las propiedades mecánicas. El injerto artificial PGA Dacron está formado por un 75% de ácido poliglicólico biodegradable trenzado y un 25% de hilo permanente de Dacron. El ligamento artificial Kennedy LAD está hecho de cintas de polipropileno. Está diseñado para promover el crecimiento del tejido y la transferencia progresiva de la carga al nuevo ligamento.

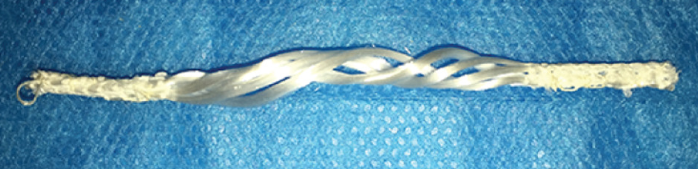
Ligament Advanced Reinforcement System (LARS) ligamento artificial Las dos secciones finales son las porciones intraóseas y la porción central es la región intraarticular

El LCA nativo de un ser humano tiene una resistencia a la tracción del orden de kilonewtons, Las propiedades mecánicas del LCA nativo varían en la población humana. La resistencia del LCA de un niño tiende a ser mayor que la de un adulto. Los ligamentos artificiales de dacrón PGA tienen una resistencia a la tracción final cercana a los 3500 N y una elongación final media de aproximadamente el 20%. Los ligamentos LAD de Kennedy tienen una resistencia a la tracción en el momento del fallo de aproximadamente 1500 N y una rigidez aproximada de 50 N/mm. Los ligamentos artificiales de Leeds-Keio tienen una resistencia a la tracción final cercana a los 2000 N y una rigidez en torno a los 250 N/mm tras el crecimiento del tejido. Los ligamentos artificiales LARS tienen propiedades mecánicas variables en función de la cantidad de fibras utilizadas. Un ligamento de mayor calibre tendrá una mayor resistencia a la tracción. Durante las pruebas, un ligamento LARS de calibre 60 mostró una resistencia a la tracción final de 2500 N, mientras que un ligamento de calibre 120 mostró una resistencia a la tracción de 5600 N. Se ha demostrado que el tejido encarnado mejora las propiedades viscoelásticas y reduce la fricción.

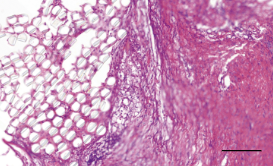
PET ligamento artificial recubierto de ácido hialurónico. La infiltración de tejido colágeno es evidente

Se han añadido revestimientos a los ligamentos artificiales para mejorar su biocompatibilidad. Se ha demostrado que los recubrimientos de biovidrio 58S e hidroxiapatita mejoran la osteointegración y la actividad celular in vitro y en estudios con animales cuando se depositan sobre ligamentos de PET utilizando el método de remojo. Se ha demostrado que los tratamientos superficiales de hidroxipropilcelulosa mejoran la osteointegración de los ligamentos de PET en estudios con animales. El PET sin recubrimiento es hidrofóbico, por lo que los recubrimientos están diseñados para mejorar la hidrofilia. Los recubrimientos de ácido hialurónico pueden reducir la hidrofobicidad y se ha demostrado que reducen la formación de tejido cicatricial y la inflamación in vivo. Los recubrimientos compuestos de ácido hialurónico y quitosano pueden depositarse en las superficies de los ligamentos artificiales mediante la técnica de capa a capa, y se ha demostrado que mejoran la formación de hueso nuevo en la interfaz del ligamento en ratones. El quitosano se utiliza para reducir la hidrofobicidad y mejorar la osteointegración y la deposición de minerales, mientras que el ácido hialurónico promueve la diferenciación y el crecimiento celular. Los recubrimientos de polisulfato de estireno sódico han demostrado en estudios con animales que mejoran la funcionalidad de la rodilla y la imitación del LCA nativo.

## Aplicación clínica
El ligamento cruzado anterior (LCA) es una estructura del cuerpo humano que se lesiona con frecuencia y que puede causar daños secundarios en las rodillas, como roturas de menisco y degeneración del cartílago articular, sin tratamiento médico. La Reconstrucción del LCA es una técnica comúnmente practicada para la lesión del LCA, llevada a cabo en el 30% de los pacientes, que consigue devolver la estabilidad a la estructura de la rodilla. Las reconstrucciones tradicionales del LCA utilizan autoinjertos o aloinjertos que exigen un largo tiempo de rehabilitación y, en la mayoría de los casos, desarrollan una morbilidad del donante a largo plazo.
Los primeros intereses en los ligamentos artificiales condujeron a la aplicación de tejidos no humanos, como los ligamentos Proplast hechos de teflón y fibras de carbono y Polyflex hecho de polipropileno. Los resultados demostraron una pobre resistencia a las fuerzas de torsión. Aprobada por la FDA en 1986 y adoptada en las clínicas más tarde, la prótesis de ligamento cruzado Gore-Tex demostró bajas tasas de fallo mecánico pero altas tasas de rotura en el seguimiento. El Gore-Tex se abandonó entonces en la cirugía del LCA y el Leeds-Keio (LK) se adoptó entonces. En la investigación posterior de seguimiento a largo plazo, el ligamento LK demostró un rendimiento prometedor al principio, pero seguía mostrando bajas tasas de estabilidad en 2 años y un aumento de los cambios degenerativos en comparación con su articulación opuesta en una década. En el siglo XXI, el Ligamento de Refuerzo Avanzado (LARS) se convirtió en el ligamento artificial más popular del mercado.  Los ligamentos LARS no sólo proporcionan resultados satisfactorios inicialmente, sino que además no presentan un rendimiento diferente en al menos 2 años. Los ligamentos LARS demuestran una mayor estabilidad y una menor tasa de morbilidad en comparación con el autoinjerto en investigaciones a corto plazo y en un estudio de 9 años, el ligamento LARS mostró una tasa de supervivencia del 100%. Los injertos sintéticos del LCA siempre desarrollan fluencia, fatiga y fracaso, por lo que la demanda de injertos sintéticos con un suministro suficiente, propiedades mecánicas satisfactorias y una tasa de morbilidad baja es esencialmente alta. Actualmente, el ligamento LARS es el más comparable tanto a los autoinjertos como a otros injertos sintéticos.

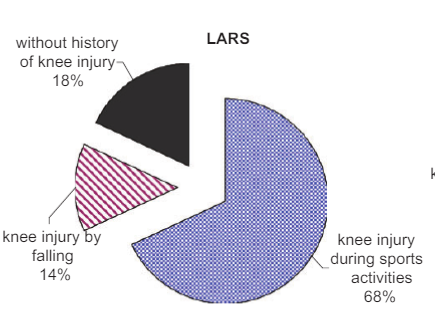
Tasa de lesiones de rodilla entre los pacientes con un sistema de aumento y reconstrucción de ligamentos fallido

Las complicaciones que suelen aparecer en los ligamentos artificiales después de los primeros diez años son la rotura, los restos de desgaste, la sinovitis, la inestabilidad recurrente, la osteólisis y los derrames crónicos. Las complicaciones no suelen aparecer justo después de la cirugía o tras un plazo relativamente corto y, en unos pocos casos, empiezan a manifestarse después de los primeros diez años. Se requiere una investigación de seguimiento para estudiar el rendimiento de determinados materiales sintéticos para el ligamento artificial y para controlar la salud de los pacientes. Las tasas de rotura suelen registrarse en un plazo de 2 a 5 años.

## Ingeniería de tejidos
Aunque se desconoce el futuro de los ligamentos artificiales, los principales investigadores en ingeniería de tejidos pretenden regenerar y reparar el ligamento para restablecer su función normal. La ingeniería de tejidos del LCA se basará en la curación del ligamento colateral medial (LCM), ya que el LCA no se cura de forma natural. En la ingeniería de tejidos se utilizará una célula semilla para la reparación de los ligamentos del LCA. La célula semilla debe tener cualidades tales como: fácil disponibilidad, potencia para proliferar y eficiencia en la elaboración de una matriz extracelular madura.  Las células madre como las células madre mesenquimales derivadas de la médula ósea, las células madre derivadas del tejido adiposo, las células madre perivasculares y los fibroblastos del prepucio humano se utilizan habitualmente en la ingeniería de tejidos.